# Шегена Кодаманова
Шеге́на Кодама́нова (каз. Шеген Қодаманов) — село у складі Шиєлійського району Кизилординської області Казахстану. Адміністративний центр та єдиний населений пункт Туранського сільського округу.
У радянські часи село називалось Тонкеріс.
Населення — 3278 осіб (2021; 2742 у 2009, 2789 у 1999, 2168 у 1989).